# Anísio Mello Júnior
Anísio Mello Júnior (São Paulo, 2 de setembro de 1965 – São Paulo, 27 de junho de 2025) foi um baixista, cantor, compositor, escritor e produtor musical brasileiro. Ficou conhecido por cantar as músicas de abertura dos animes Dragon Ball e Dragon Ball Z.

## História
Iniciou sua carreira musical em 1981, na qual trabalhou com nomes como Fernando Deluqui, Armandinho (guitarrista), Dinho Nascimento e até Johnny Rivers.
Além de ter lecionado por onze anos, fez parte da banda Excalibur (não confundir com a banda homônima de Campos do Jordão criada em 1999), que chegou a abrir shows da  Viper.
Em 1995, se tornou diretor musical do extinto estúdio de dublagem Álamo, a convite do próprio dono da empresa, Michael Stoll. Lá produziu centenas de canções, trabalhando em obras como Bob Esponja, Rugrats, Mega Man, Dragon Ball e Dragon Ball Z. Seu trabalho vocal nestes dois últimos provavelmente são as mais conhecidas do público brasileiro. Para Dragon Ball, foi o vocalista e escreveu as letras em português das canções "Makafushigi Adventure!" (abertura) e "Romantic Ageru Yo" (encerramento); já para Dragon Ball Z, fez os mesmos tipos de trabalhos para as músicas "We Gotta Power" e "Bokutachi wa Tenshi Datta", segunda abertura e segundo encerramento da animação, respectivamente.
Participou de inúmeros eventos pelo Brasil cantando músicas de anime, além de se apresentar em shows de rock, blues e jazz.
Fez parte do júri técnico do Prêmio Cubo de Ouro, na categoria "Melhor Projeto Musical Geek".
Em diferentes oportunidades, regravou as músicas da franquia Dragon Ball em versões completas, incluindo com o grupo Anime Voices Brasil, fundado em 2013 e do qual fez parte com outros cantores oficiais de músicas de anime no Brasil, como William Kawamura.
Em 2024, lançou o single "Nosso Salvador" com a banda Negrayscow, canção inspirada no personagem Goku, protagonista da franquia Dragon Ball.
Um dia antes de seu falecimento, foi lançada uma versão completa da abertura de Dragon Ball no álbum Outras Histórias Vol II, da banda YUYU20, na qual dividiu os vocais com Luigi Carneiro. Eles iriam se apresentar juntos no Anime Friends daquele ano, uma semana após sua morte.

## Morte
Em junho de 2025, se sentiu mal em um festival de cultura japonesa na cidade de Jundiaí, onde recebeu atendimento médico. Retornou a São Paulo para exames e repouso, mas veio a falecer no dia 27, por decorrência de problemas cardíacos. Ele tinha um show marcado para dois dias depois, no evento Anifest, em Registro.